# スーザン・ストローマン
スーザン・ストローマン（Susan Stroman、1954年10月17日 - ）は、アメリカのブロードウェイで活躍する演出家、振付家である。

## 来歴
5歳の頃よりタップダンスとバレエを習い始め、デラウェア大学で演劇を専攻し、卒業後はニューヨークに上京する。
1979年、ブロードウェイ・ミュージカル『フーピー』のアンサンブルとして初めてクレジットされた。1980年、ブロードウェイ・ショー『Musical Chairs』で演出補佐、振付補佐、ダンス・キャプテンとなった。出演より演出および振付に興味があり、制作に専念することとなった。
1987年、オフ・ブロードウェイでリバイバルされた『Flora the Red Menace』に振付家として参加し、注目される。1992年、マイク・オクレントが演出した『クレイジー・フォー・ユー』の振付を担当し、ブロードウェイ・デビューを果たした。ハロルド・プリンス演出の『Show Boat』で2度目のトニー賞を受賞する。1996年、スーザン・ストローマンはマイク・オクレントと結婚する。
その後、ヒット作に恵まれなかったが、『オクラホマ!』ロンドン公演等の振付家を経て、1999年に『コンタクト（Contact）』で演出家としてデビューする。当初、『コンタクト』はミュージカルではなくダンス劇として上演されていたが、後に上演劇場が変更された機会を境に、ミュージカル作品として扱われるようになっている。
1999年、夫のマイク・オクレントを白血病で失い、代わって『プロデューサーズ』の演出を担当。『プロデューサーズ』はトニー賞を12部門にわたって受賞し、歴史に残る偉業を達成した（過去の最高受賞数は10部門）。
2005年にはミュージカルを映画化した『プロデューサーズ』で映画監督としてもデビューしている。